# Blakea perforata
Blakea perforata är en tvåhjärtbladig växtart som beskrevs av Frank Almeda. Blakea perforata ingår i släktet Blakea och familjen Melastomataceae. Inga underarter finns listade i Catalogue of Life.